# Nitrate Kisses
Nitrate Kisses ist ein experimenteller essayistischer Dokumentarfilm aus dem Jahr 1992 unter der Regie von Barbara Hammer. Hammer untersucht in ihrem Film die Ausgrenzung und Unterdrückung von Menschen innerhalb der LGBTIQ-Gemeinschaft in einem Zeitfenster zwischen dem Ersten Weltkrieg und den 1990er Jahren.

## Handlung
In drei Episoden gegliedert, untersucht Hammer in ihrem Film die Darstellungsformen homosexueller Kultur. In einer Parallelmontage, in drei Episoden gegliedert, zeigt sie Archivmaterialien wie Szenen aus dem avantgardistischen Experimentalfilm Lot in Sodom von 1933, Zitate aus deutschen Propagandafilmen der 30er Jahre und Betrachtungen über das Sexualleben von vier homosexuellen Paaren. Die Sexszenen zeigen zwei ältere Lesben, ein schwules Männerpaar unterschiedlicher Hautfarbe, zwei junge gepiercte und tätowierte Frauen und ein lesbisches S/M-Paar. Die Sequenz des schwulen männlichen Paares ist mit Zitaten aus dem Hays Code überblendet.
In einer weiteren Sequenz greift Hammer die Geschichte der amerikanischen Schriftstellerin Willa Cather auf, die vor ihrem Tod viele persönliche Briefe und Papiere vernichtete; Hammer vermutet, dass Cather damit Beweise für ihr lesbisches Leben vertuschen wollte. Im dritten Teil montiert sie Zitate aus deutschen Spiel- und Dokumentarfilmen der 30er Jahre, die den Umgang mit Lesben im Dritten Reich zeigen.

## Hintergrund
Für ihren ersten Spielfilm bekam Hammer eine Förderung vom National Endowment for the Arts, mit der sie Nitrate Kisses finanzieren konnte. Sie hatten sich dazu entschieden, einen Film über die am stärksten marginalisierten Gruppen innerhalb der queer community zu machen. Bei der Auswahl der Paare, die sie beim Sex filmen wollte, bat sie zwei Freunde, Jack Waters und Peter Cramer ein Paar unterschiedlicher Hautfarbe darzustellen. Dann traf sie ein junges lesbisches Paar, Schwarz, gepierct, tätowiert und mit rasierten Köpfen. Sie filmte sie beim Sex in einer Nachbildung eines ausgebrannten Hauses, das für Hammer „eine Geschichte repräsentiert, die wir nicht haben“. Als Nächstes traf sie ein lesbisches Paar, das zum Filmdreh mit S/M-Utensilien erschien. Auf der Suche nach ihrem vierten Paar beschloss Hammer, sich mit dem Thema Altersdiskriminierung in der lesbischen Gemeinschaft zu befassen. Sie ging zu einer Preisverleihung für ältere Lesben und wählte eine Frau namens Frances Lorraine, die in dem Film mit einer Freundin auftrat. In einem Interview für Alexandra Juhasz Buch Women of Vision: Histories in Feminist Film and Video, bezeichnete Hammer Nitrate Kisses als ihr bestes Werk.

## Preise
Nitrate Kisses wurde am 12. September 1992 auf dem Toronto Film Festival uraufgeführt und war auf mehreren anderen internationalen Filmfestivals zu sehen. Er lief in New York City, Los Angeles, San Francisco, Chicago und Austin im Verleih von Strand Releasing in USA in den Kinos. Am 16. Dezember 1998 wurde er auf VHS veröffentlicht. Nitrate Kisses wurde Februar 2016, zur Feier des 30-jährigen Jubiläums der Teddy Awards der 66en Berlinale gezeigt.
Auf dem Sundance Film Festival 1993 wurde der Film für den Großen Preis der Jury nominiert. Bei den Internationalen Filmfestspielen in Berlin wurde er mit dem Eisbären-Preis ausgezeichnet, und beim Internacional de Cine Realizado por Mujeres in Madrid erhielt er den Preis für den besten Dokumentarfilm.